# Calamaria schmidti
Calamaria schmidti là một loài rắn trong họ Rắn nước. Loài này được Marx & Inger mô tả khoa học đầu tiên năm 1955.